# Elisa Agnini Lollini
Elisa Agnini Lollini (Finale Emilia, 22 de março de 1858 – Roma, 22 de junho de 1922) foi uma pacifista, sufragista, feminista e política italiana. Em 1896 ela foi co-fundadora da Associazone per la donna (Associação pelas Mulheres), que não só apoiava os direitos cívicos e políticos das mulheres, mas também exigia a retirada das tropas italianas da África. Membro do Comitato Pro Suffragio (Comitê pelo Sufrágio Feminino), em 1910 ela pediu ao partido socialista que apoiasse o voto feminino. Ela também lutou pela melhoria dos direitos das mulheres, especialmente nas áreas da educação, divórcio, igualdade de remuneração e condições de trabalho.

## Biografia
Nascida em 22 de março de 1858 em Finale Emilia, ao norte de Bolonha, Elisa Agnini era filha de Tommaso Agnini e Elisabetta Kostner. Em agosto de 1885 ela casou-se com o advogado e político Vittorio Lollini (1860–1924), com quem teve quatro filhos.
Em 1896, ao lado de outras quatro jovens (Giacinta Martini, Alina Albani, Virginia Nathan e Eva De Vincentiis), ela fundou a Associazione per la Donna, que tornou-se um importante expoente do movimento feminista italiano. Ela também era ativa no Comitato Pro Suffragio, apoiando o voto feminino de um ponto de vista apolítico. Uma pacifista convicta, Agnini se opôs firmemente à participação da Itália na Primeira Guerra Mundial.
Elisa Agnini Lollini morreu em Roma em 22 de junho de 1922 devido a um câncer esofágico.